# Robert Hobart (hrabia)
Robert Hobart, 4. hrabia Buckinghamshire (ur. 6 maja 1760, zm. 4 lutego 1816 w Londynie) – brytyjski arystokrata i polityk związany ze stronnictwem torysów, deputowany do Izby Gmin i parlamentu irlandzkiego, gubernator Madrasu, minister.

## Życiorys
Był najstarszym synem George’a Hobarta, 3. hrabiego Buckinghamshire, i Albinii Bertie, córki lorda Vere’a Bertie’ego. Wykształcenie odebrał w Westminster School. W 1776 r. został przydzielony do 18 pułku lekkich dragonów. W 1778 r. otrzymał stopień kapitana, a w 1783 r. majora. W 1788 r. uzyskał mandat parlamentarny z okręgu Bramber. W latach 1790–1796 reprezentował w Izbie Gmin okręg wyborczy Lincoln. W latach 1790–1797 zasiadał także w parlamencie irlandzkim jako deputowany z okręgu Armagh Borough. Od 1793 r. nosił tytuł grzecznościowy „lorda Hobarta”.
Hobart był w latach 1789–1793 Głównym Sekretarzem Irlandii. Następnie został powołany do Tajnej Rady i otrzymał stanowisko gubernatora Madrasu. Po powrocie z Indii w 1797 r. otrzymał w procedurze writ of acceleration jeden z tytułów ojca, tytuł barona Hobart, i zasiadł w Izbie Lordów. Tytuł hrabiego Buckinghamshire odziedziczył po śmierci ojca w 1804 r.
W latach 1801–1804 był ministrem wojny i kolonii w gabinecie Addingtona. W 1805 r. został na krótko Kanclerzem Księstwa Lancaster w drugim rządzie Williama Pitta Młodszego. W Gabinecie Wszystkich Talentów w latach 1806–1807 był poczmistrzem generalnym. W 1812 r. ponownie został Kanclerzem Księstwa Lancaster w rządzie Spencera Percevala. Kiedy jeszcze w tym samym roku nowym premierem został lord Liverpool, Buckinghamshire otrzymał stanowisko przewodniczącego Rady Kontroli.
Zmarł podczas sprawowania urzędu w 1816 r., na skutek obrażeń po upadku z konia. Został pochowany w Nocton w hrabstwie Lincolnshire. Z małżeństwa z Margarettą Bourke miał tylko dwie córki (starsza z nich, lady Sarah, poślubiła lorda Godericha). Tytuł parowski odziedziczył więc jego bratanek, George Hobart-Hampden. Na cześć ministra nazwano miasto Hobart, stolicę Tasmanii.